# Dufourea oenotherae
Dufourea oenotherae är en biart som beskrevs av Timberlake 1939. Dufourea oenotherae ingår i släktet solbin, och familjen vägbin. Inga underarter finns listade i Catalogue of Life.